# Église Saint-Charles-Borromée de Vienne
Pour les articles homonymes, voir Église Saint-Charles-Borromée.
L'église Saint-Charles-Borromée (en allemand : Karlskirche) est une église catholique située sur la Karlsplatz dans le 4e arrondissement de Vienne, Autriche. Cette église à coupole, consacrée au saint Charles Borromée et rattachée à l'archidiocèse de Vienne, est considérée comme l'un des plus beaux exemples d'architecture baroque du XVIIIe siècle en Europe centrale.

## Historique

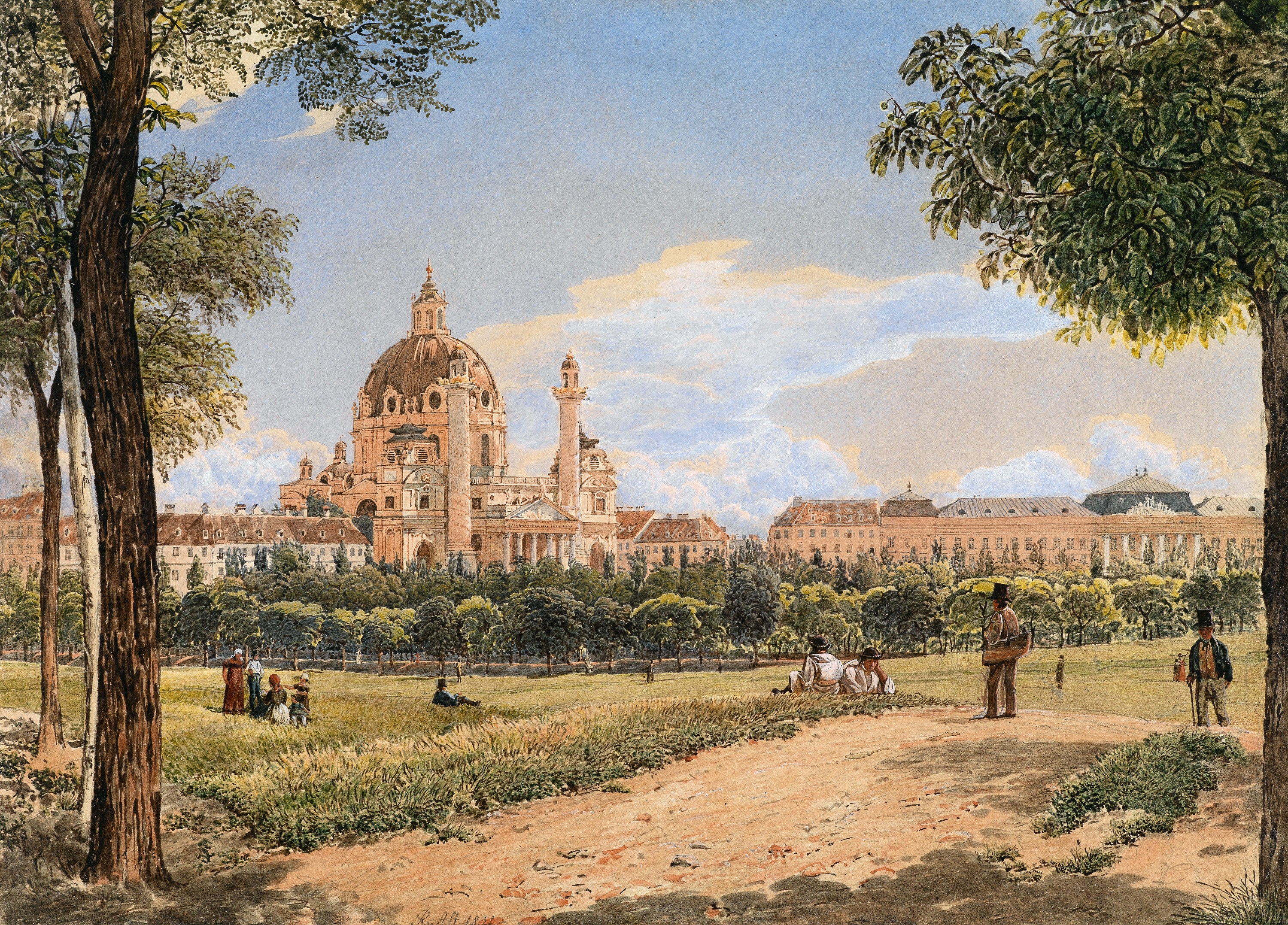
Vue sur l'église Saint-Charles-Borromée et l'institut polytechnique, Rudolf von Alt (1831).

Le bâtiment est une église votive, dont la construction remonte à un vœu fait par l'empereur Charles VI durant la peste de Vienne de 1713. Dans la cathédrale Saint-Étienne, le monarque a promis de faire bâtir une église dédiée à son saint patron Charles Borromée, évêque canonisé en 1610, qui porta secours aux malades lors de la peste de 1576 à Milan. L'année suivante, le foyer de maladie était contenu et un appel d'offres architectural a été lancé.
En prenant le meilleur sur des concurrents tels que Ferdinando Galli da Bibiena et Lukas von Hildebrandt, l'architecte autrichien Johann Bernhard Fischer von Erlach dessine les plans de la nouvelle église. On a démarré le chantier sur la rive droite de la rivière Vienne, à proximité de la Hofburg, le 11 novembre 1715 ; la première pierre a été posée le 4 février 1716. Fischer en supervise la construction jusqu'à sa mort en 1723 puis son fils Joseph Emanuel prend la suite et l'achève en 1737. 
La paroisse de Saint-Charles-Borromée créée sous le patronage de l'empereur d'Autriche en 1783 se maintint jusqu'en 2016. L'orgue baroque de l'église a été complètement restauré par le facteur Gerhard Hradetzky en 1989.

## Description
La façade est marquée en son centre par un portique à six colonnes, à fronton triangulaire sur lequel on peut lire : 
Elle est entourée de deux colonnes ; aux extrémités, deux tours coiffées de clochers bulbeux. Derrière, s'élève la coupole à haut tambour, percée de fenêtres et de plans elliptiques, surmontée d'un lanternon.
Le projet de Johann Bernhard Fischer von Erlach réussit à allier les traditions constructives de Rome et de Byzance. Le style de l'église, basé sur l'aspect de la basilique Sainte-Sophie, associe à la fois des éléments fortement inspirés des monuments de Rome et de l'architecture italienne du XVIIe siècle : le dôme fait référence à celui de Saint-Pierre ou encore à l'église Sainte-Agnès à Rome, et les deux colonnes historiées devant l'église encadrant le portique romain d'entrée rappellent la colonne Trajane. Ainsi le Saint-Empire romain germanique se place clairement dans la lignée de l'Empire romain.
Les colonnes sont érigées pour manifester la grandeur impériale de Vienne, capitale de la monarchie des Habsbourg, dont le mécénat est visible par la présence d'aigles (leur emblème) au sommet. Ils symbolisent également les colonnes Jakin et Boaz placées par le roi Salomon à l'entrée du Temple de Jérusalem et rappellent les Colonnes d'Hercule sur la rive de l'ancienne Espagne des Habsbourgs. Les spirales en relief sont l'œuvres du sculpteurs Johann Baptist Straub et Johann Baptist Mader.
Le bâtiment, caractéristique de l'architecture baroque de par son jeu entre la concavité et la convexité et son abondant décor sculpté, s'impose par sa monumentalité. Aujourd'hui, l'église Saint-Charles-Borromée, la salle du Musikverein et le bâtiment principal de l'université technique de Vienne constitue un ensemble prestigieux sur la Karlsplatz. 

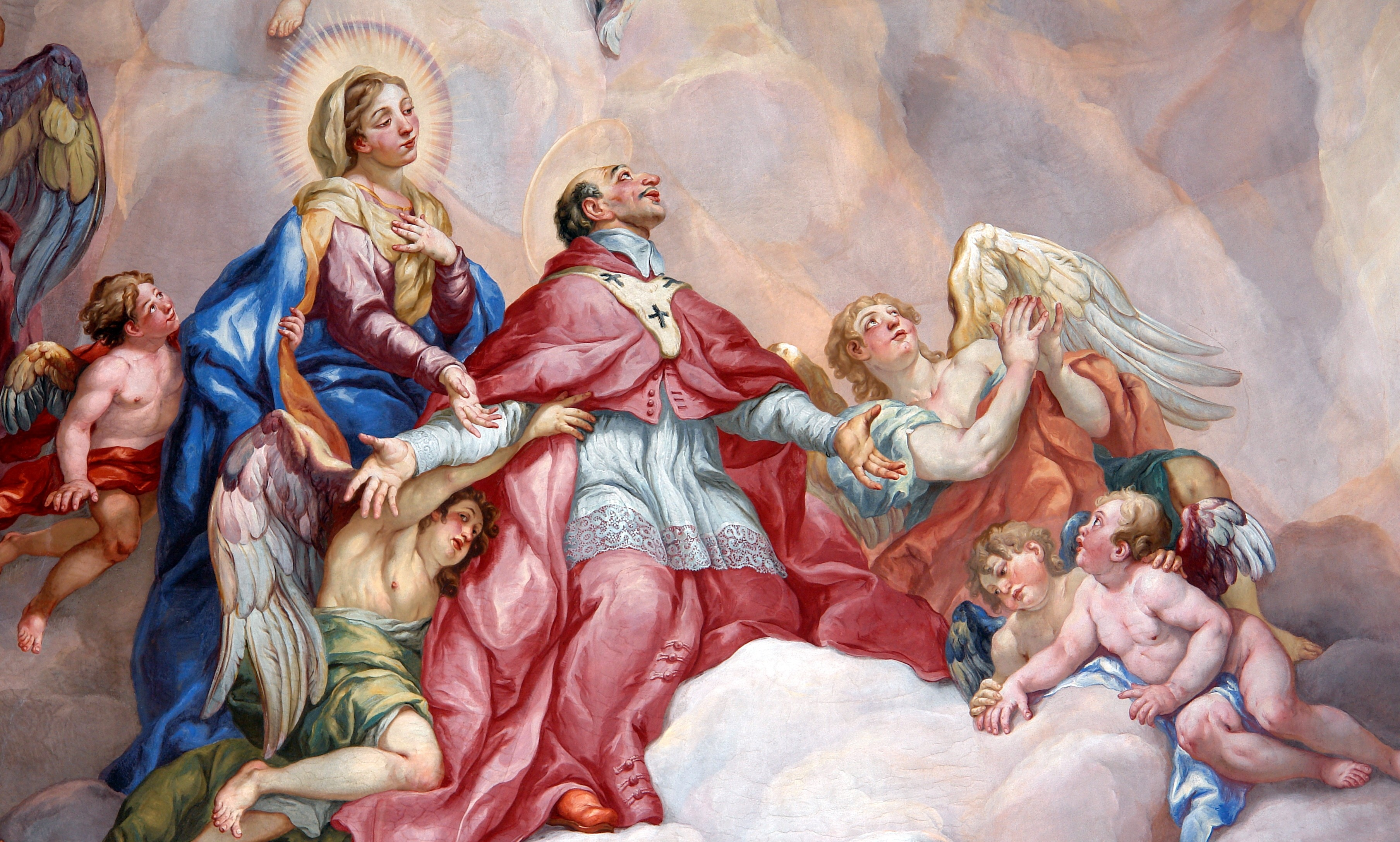
Intercession de saint Charles Borromée soutenu par la Vierge Marie, fresque de Johann Michael Rottmayr
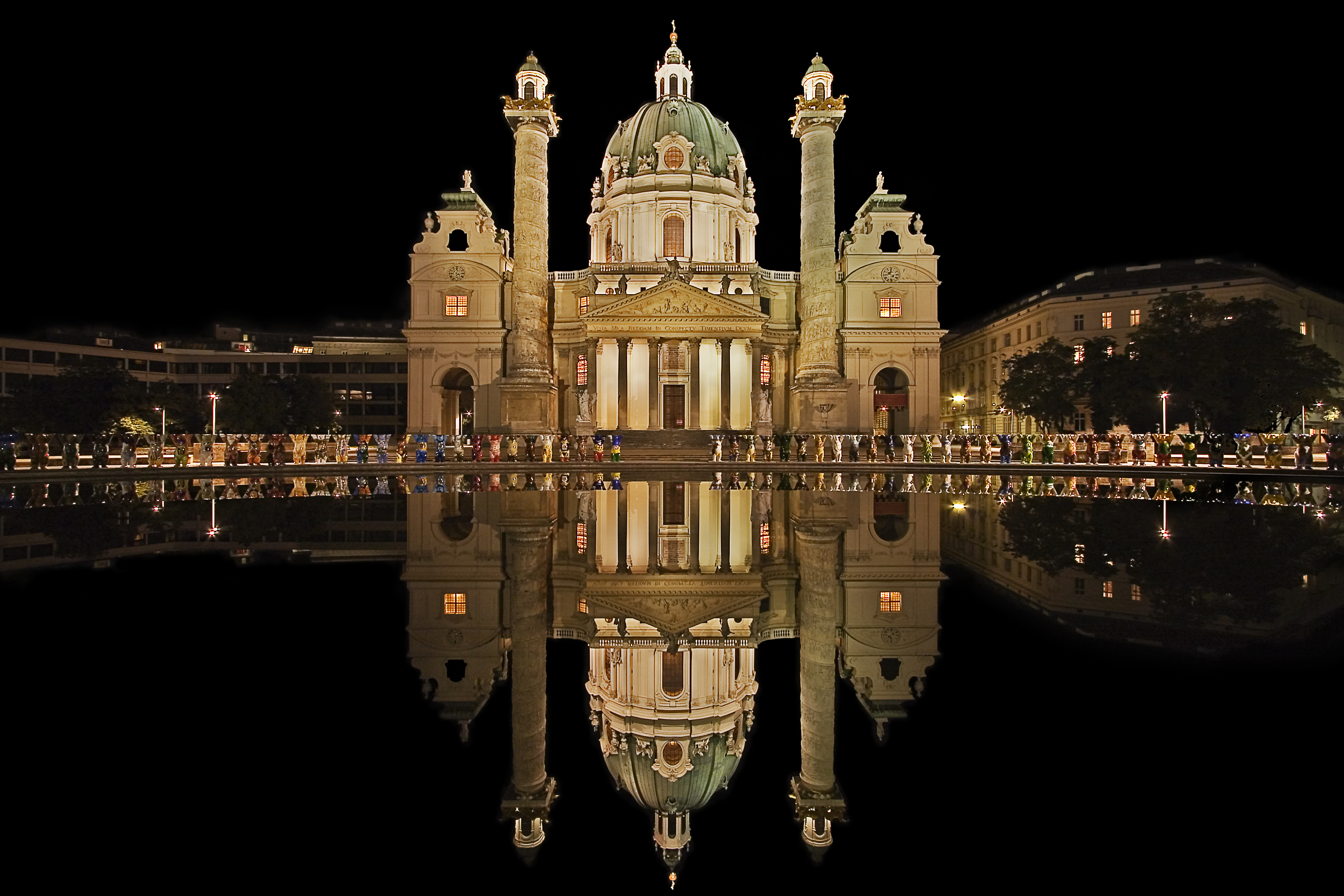
Vue de nuit.
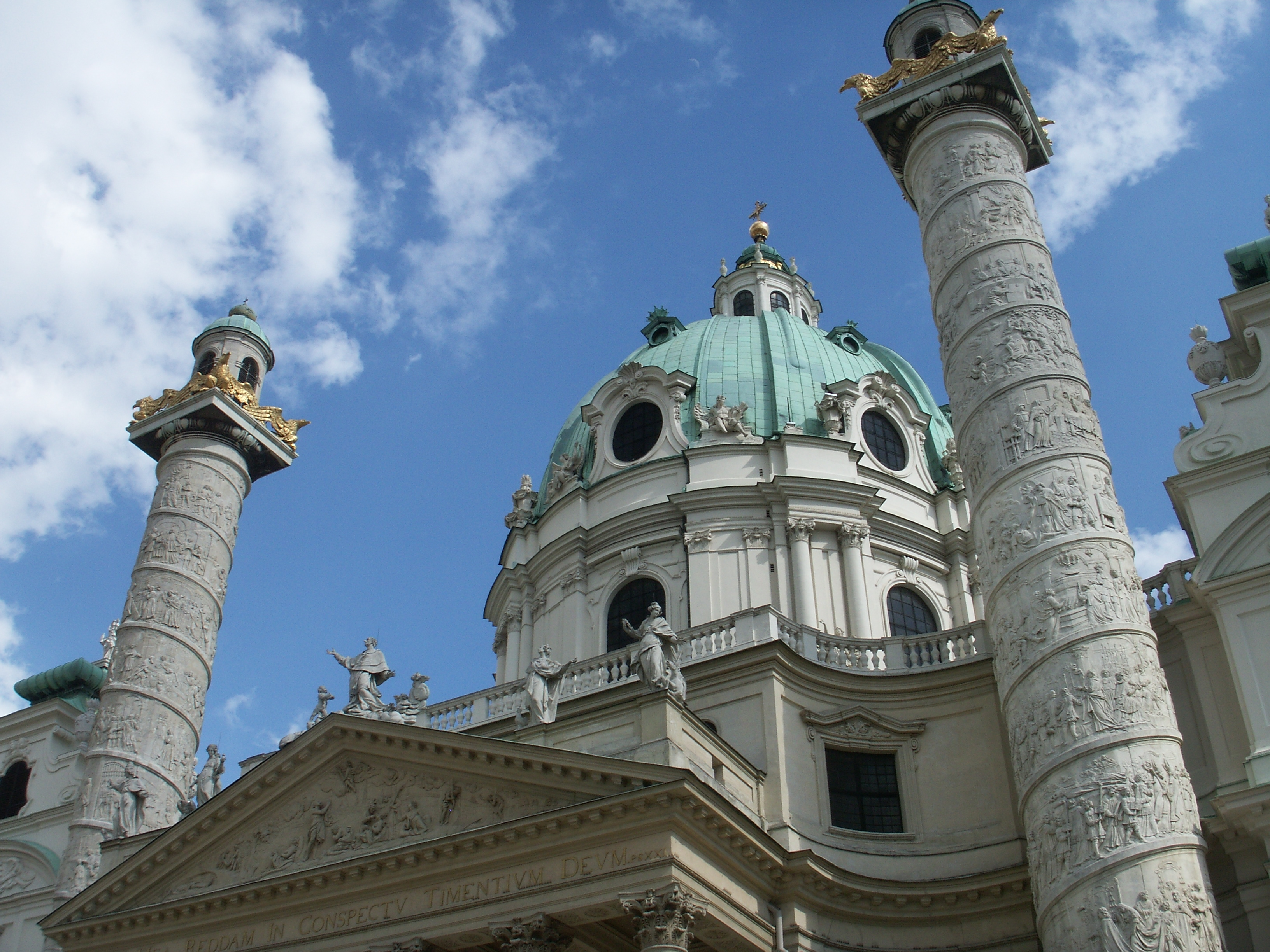
Vue rapprochée, bas-reliefs.
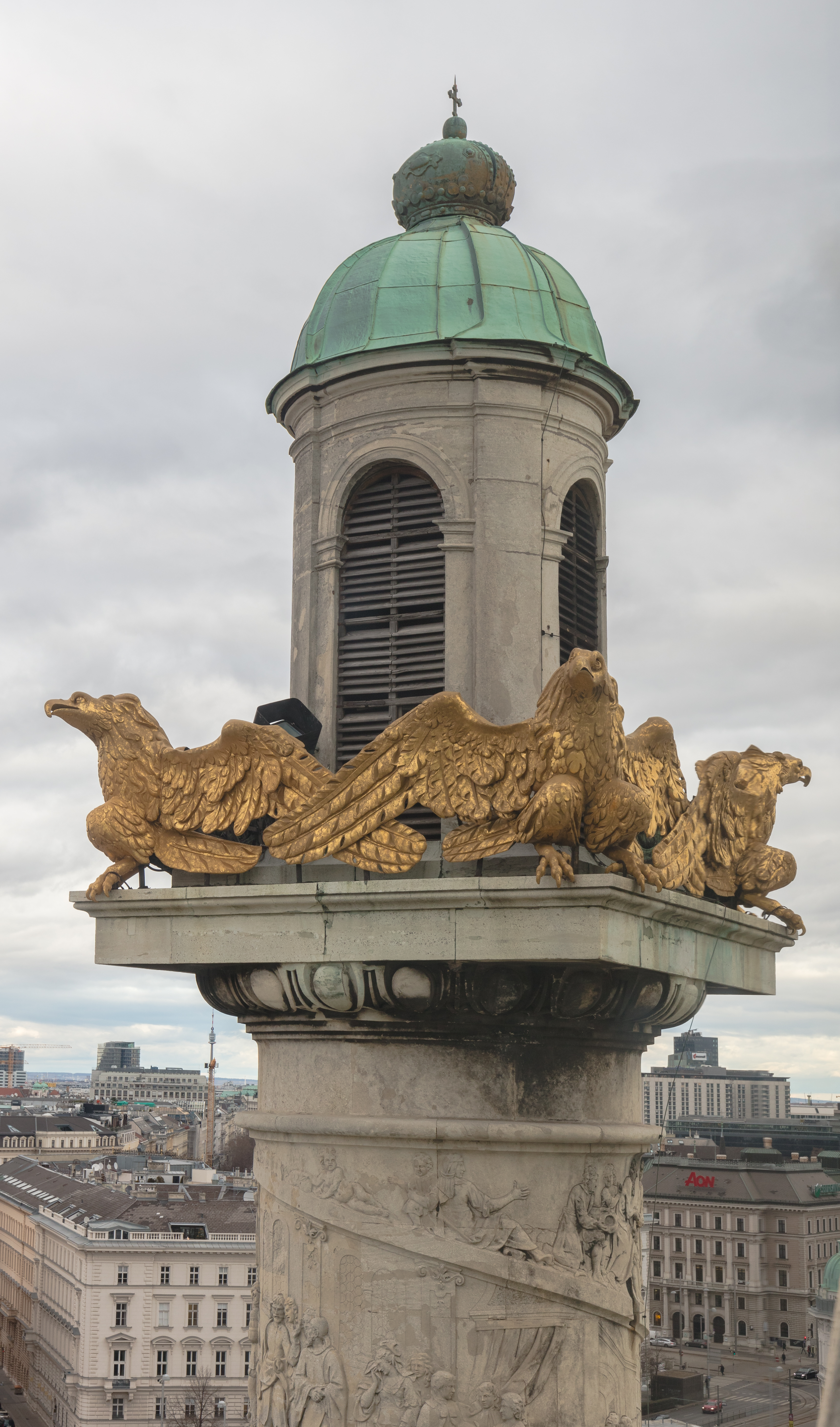
Les aigles Habsbourg sur les colonnes.
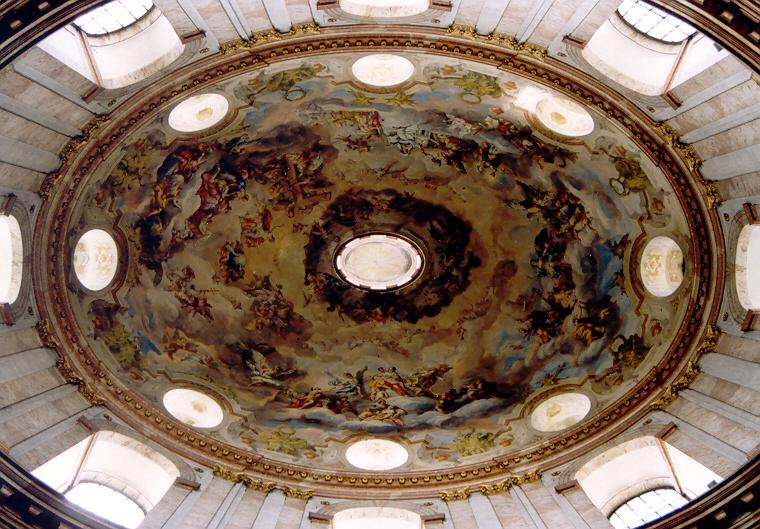
Coupole ellipsoïde.
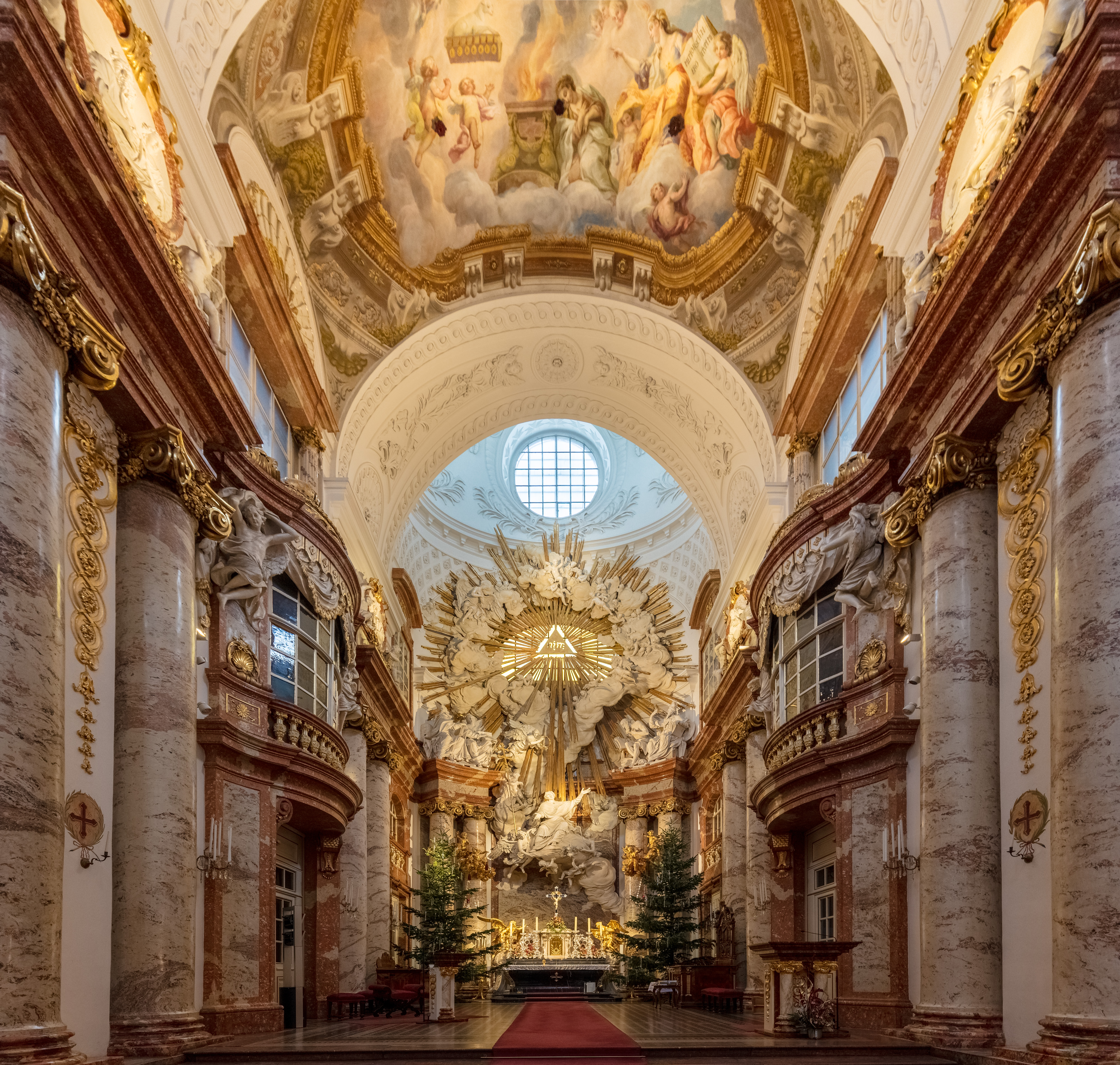
Chœur et autel.
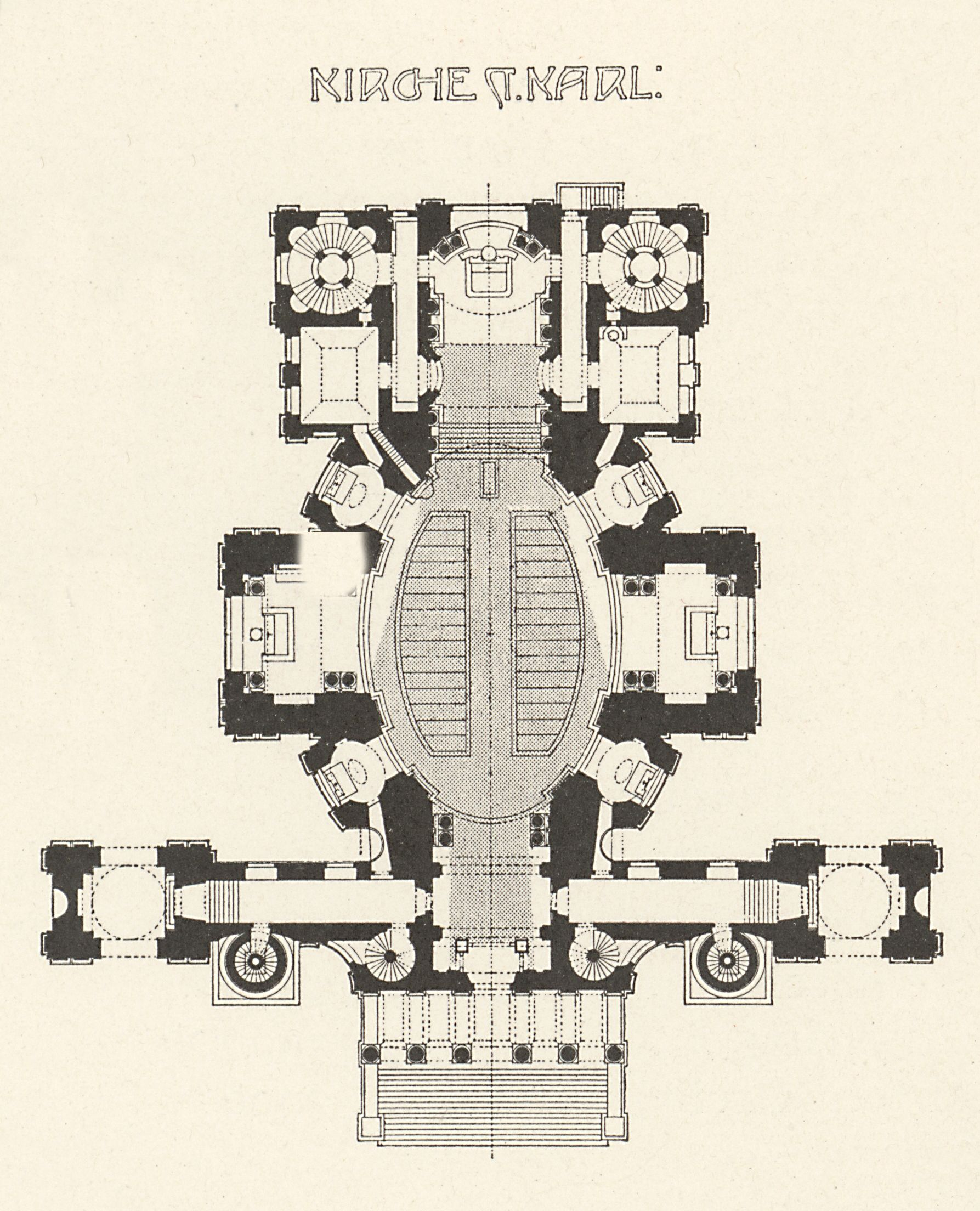
Plan de l'église.
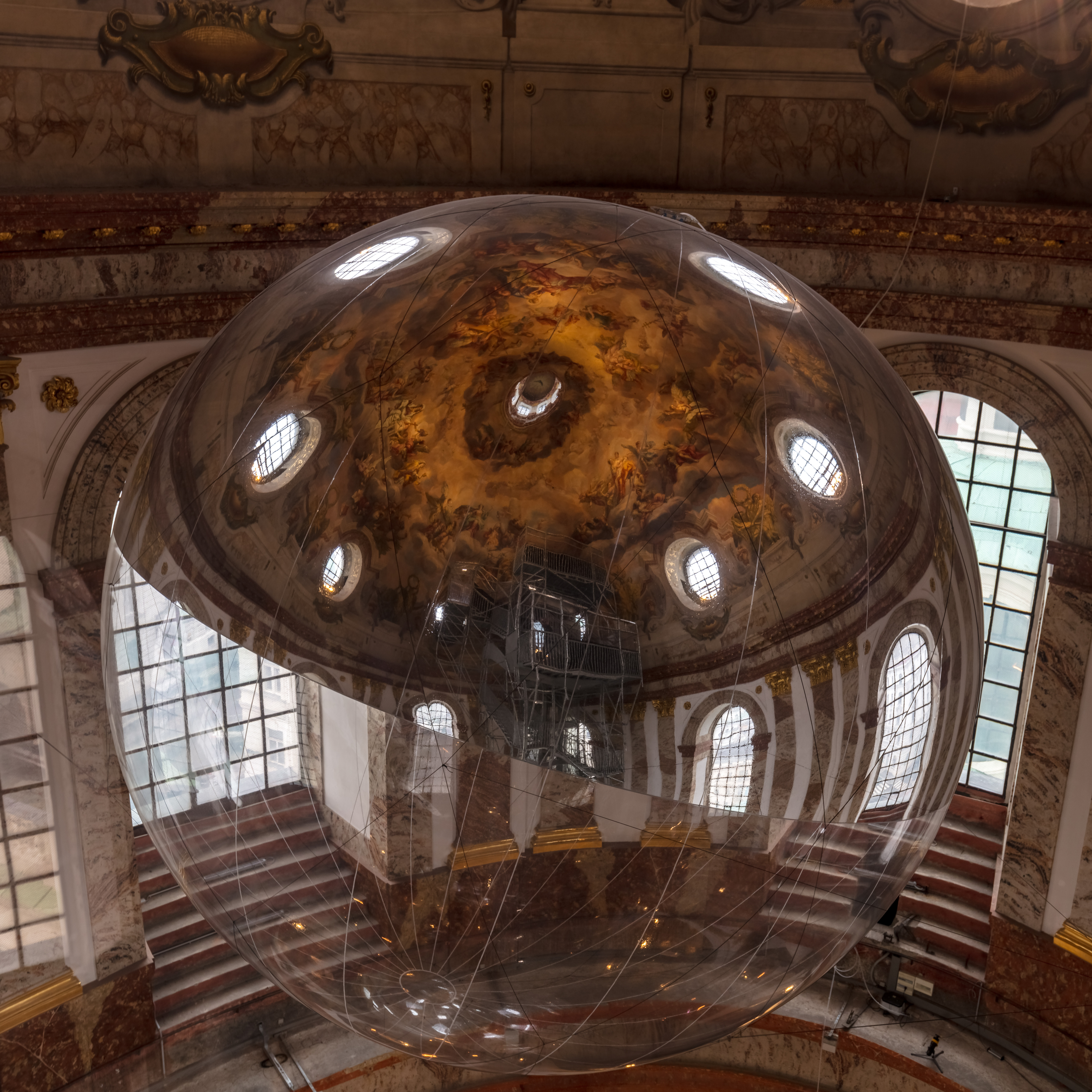
Boule avec reflets.
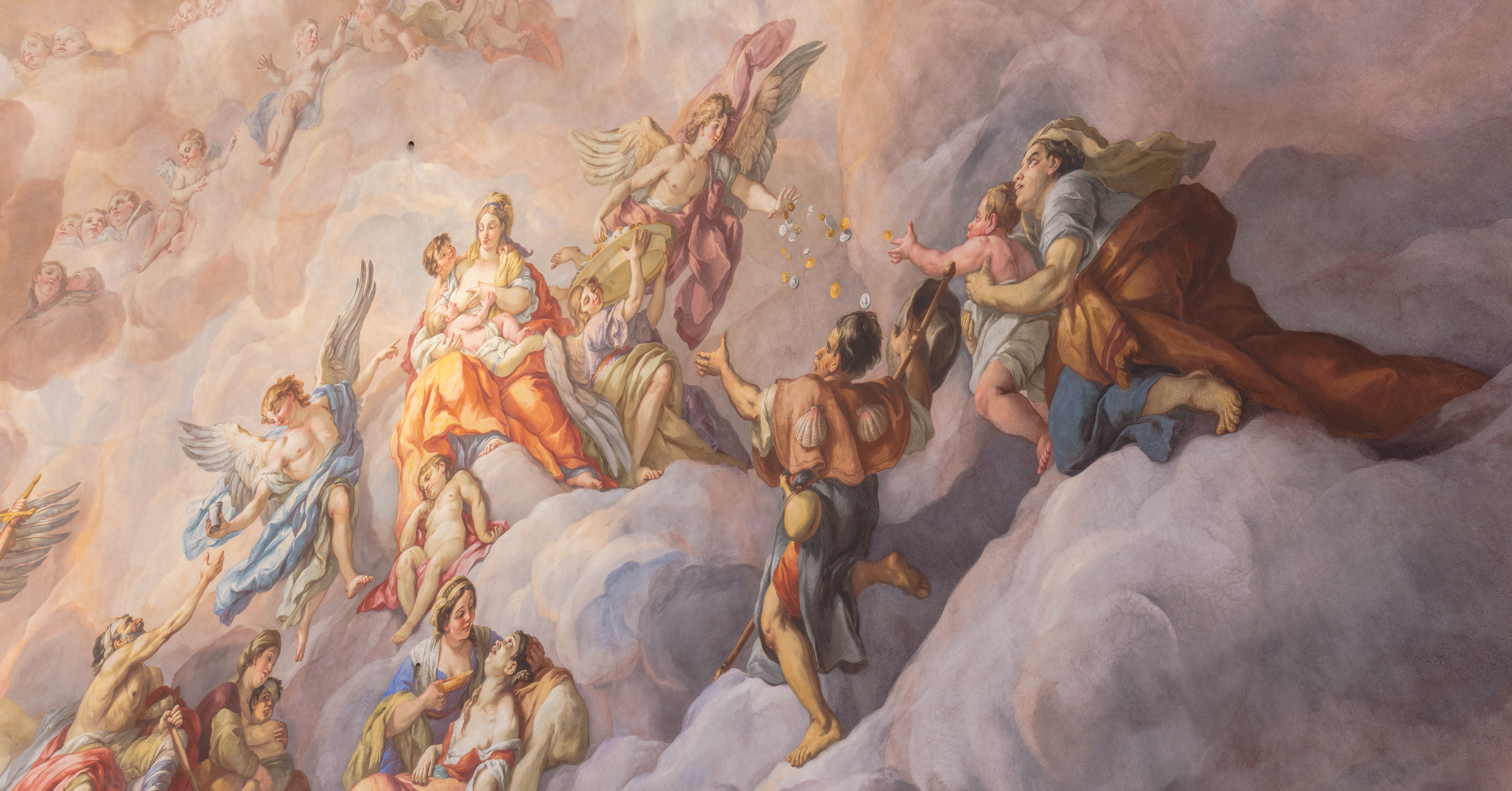
Fresque.
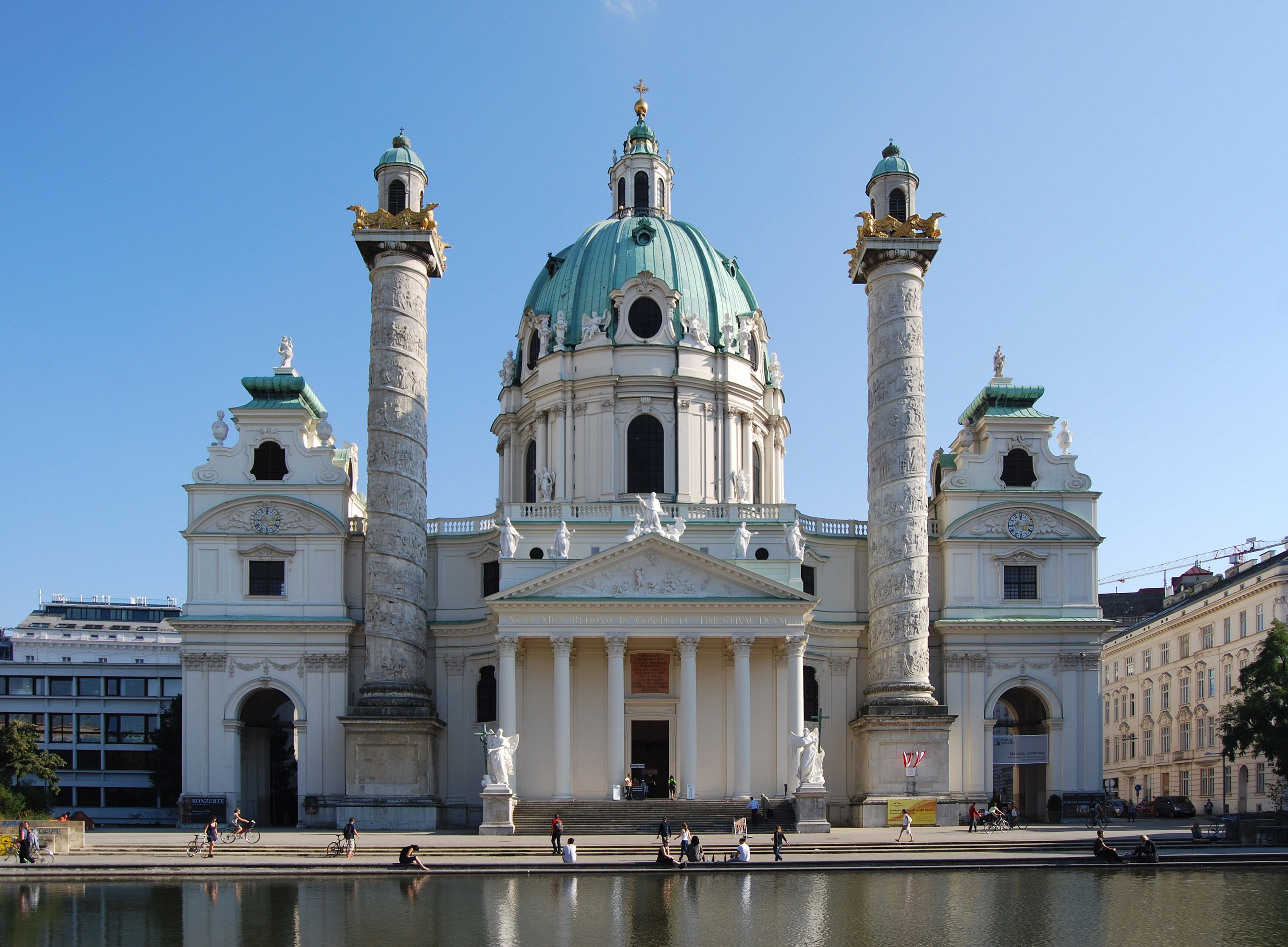
La façade de l'église sur la Karlsplatz.
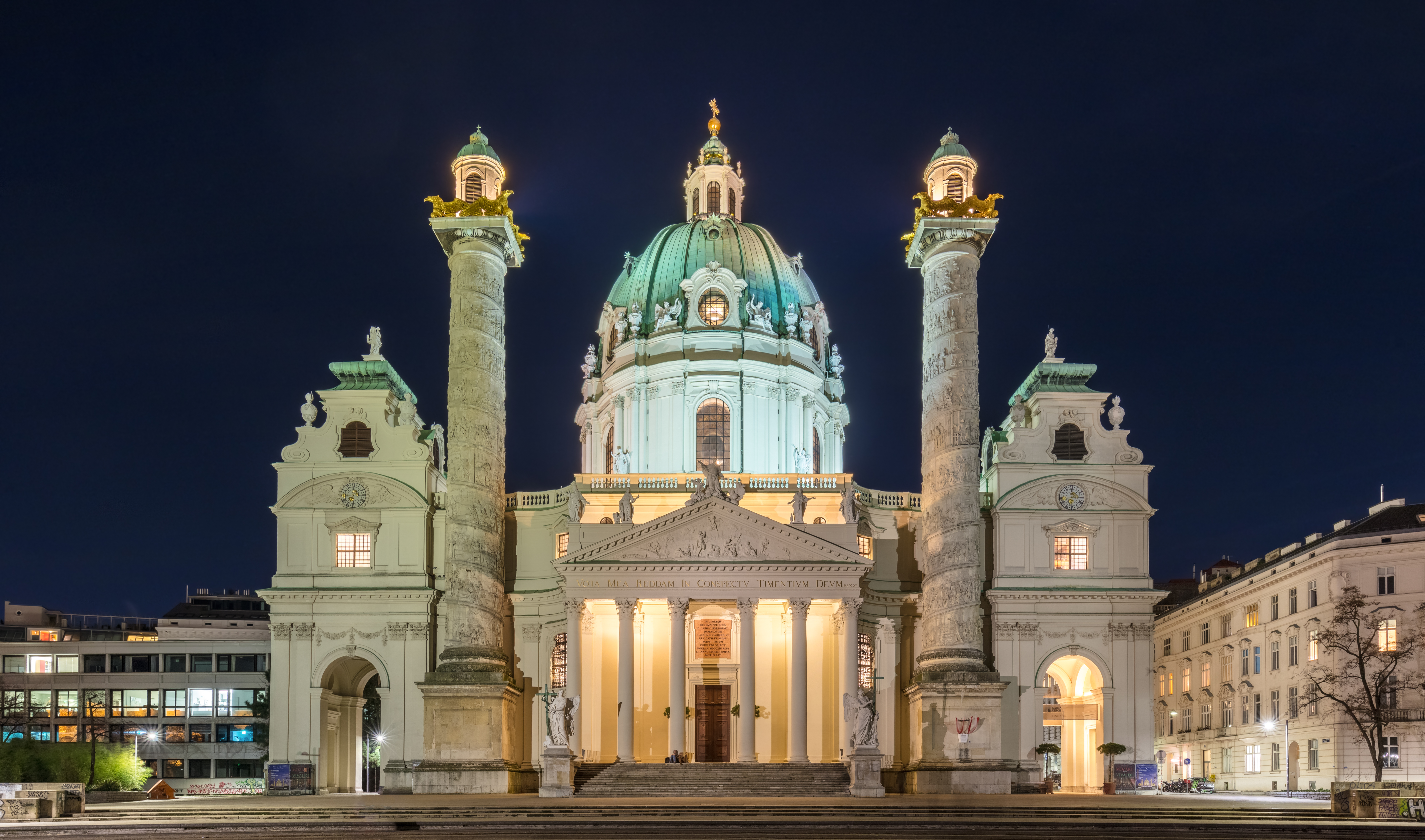
L'église Saint-Charles-Borromée de Vienne  de nuit. (janvier 2020).